# 1031

## Události
- Rozpad Córdobského chalífátu (někdy též Kórdobský).
- Konec dobývání Moravy Oldřichem (započalo 1017).
- Neobsazené moravské biskupství bylo svěřeno do správy pražského biskupa (Šebíře).
- 3. srpen – Blahořečení Olafa II., norského krále v letech 1015 až 1028 († 29. července 1030).
- V Polsku vyhnal kníže Bezprym svého bratra Měška II. a zaujal jeho místo na trůnu.

## Narození
- ? – Spytihněv II., český kníže z dynastie Přemyslovců († 28. ledna 1061)
- ? – Roger I., první sicilský hrabě († 22. června 1101)
- ? – Šen Kua, čínský vědec a státník Říše Sung († 1095)

## Úmrtí
- 20. července – Robert II., francouzský král (* 970 až 974)
- 2. září – Svatý Imrich, syn uherského krále Štěpána I. (* 1000 až 1007)

## Hlavy států
- České knížectví – Oldřich
- Svatá říše římská – Konrád II.
- Papež – Jan XIX.
- Galicijské království – Bermudo II.
- Leonské království – Bermudo III.
- Navarrské království – Sancho III. Veliký
- Barcelonské hrabství – Berenguer Ramon I. Křivý
- Hrabství toulouské – Guillaume III.
- Burgundské království – Rudolf III.
- Lotrinské vévodství – Fridrich III. Barský / Gotzelo I. Dolnolotrinský
- Francouzské království – Robert II. Pobožný – Jindřich I.
- Anglické království – Knut Veliký
- Dánské království – Knut Veliký
- Norské království – Knut Veliký (místodržící Svein Knutsson Alfivason)
- Švédské království – Jakob Anund
- Polské království – Měšek II. Lambert – Bezprym
- Uherské království – Štěpán I. Svatý
- Byzantská říše – Romanos III. Argyros
- Kyjevská Rus – Jaroslav Moudrý